# Medal of Honor: Above and Beyond
Medal of Honor: Above and Beyond es un videojuego de disparos en primera persona en realidad virtual (VR) desarrollado por Respawn Entertainment y distribuido por Electronic Arts. El juego se lanzó el 11 de diciembre de 2020. Es el primer lanzamiento de la serie Medal of Honor desde Medal of Honor: Warfighter de 2012.
Como parte de su modo Galería, Above and Beyond incluye el documental Colette, que ganó el Premio de la Academia al Mejor Cortometraje Documental en la 93.ª edición de los Premios de la Academia. Por lo tanto, se puede decir que Medal of Honor: Above and Beyond es el primer videojuego en recibir un Oscar por su contenido.

## Jugabilidad
El juego tiene lugar en Europa durante la Segunda Guerra Mundial, lo que lleva a la franquicia a sus orígenes, siendo el protagonista principal un agente de la OSS y luchador de la Resistencia francesa. El juego también cuenta con modos multijugador.

## Desarrollo
El juego comenzó a desarrollarse en 2016 [cita requerida], Medal of Honor: Above and Beyond no se planeó inicialmente como un juego de realidad virtual, pero los desarrolladores cambiaron a Oculus Rift después de reunirse y hablar sobre el juego con los ejecutivos de Facebook. Fue lanzado para Oculus Rift y Steam VR el 11 de diciembre de 2020.

## Recepción
Medal of Honor: Above and Beyond obtuvo críticas mixtas y promedio por parte de los críticos según el agregador de reseñas Metacritic, con un promedio de 67 sobre 100.
Fue catalogado por Valve como uno de los juegos más vendidos en Steam durante todo el mes de diciembre de 2020.